# Jüdischer Friedhof (Bad Münstereifel)

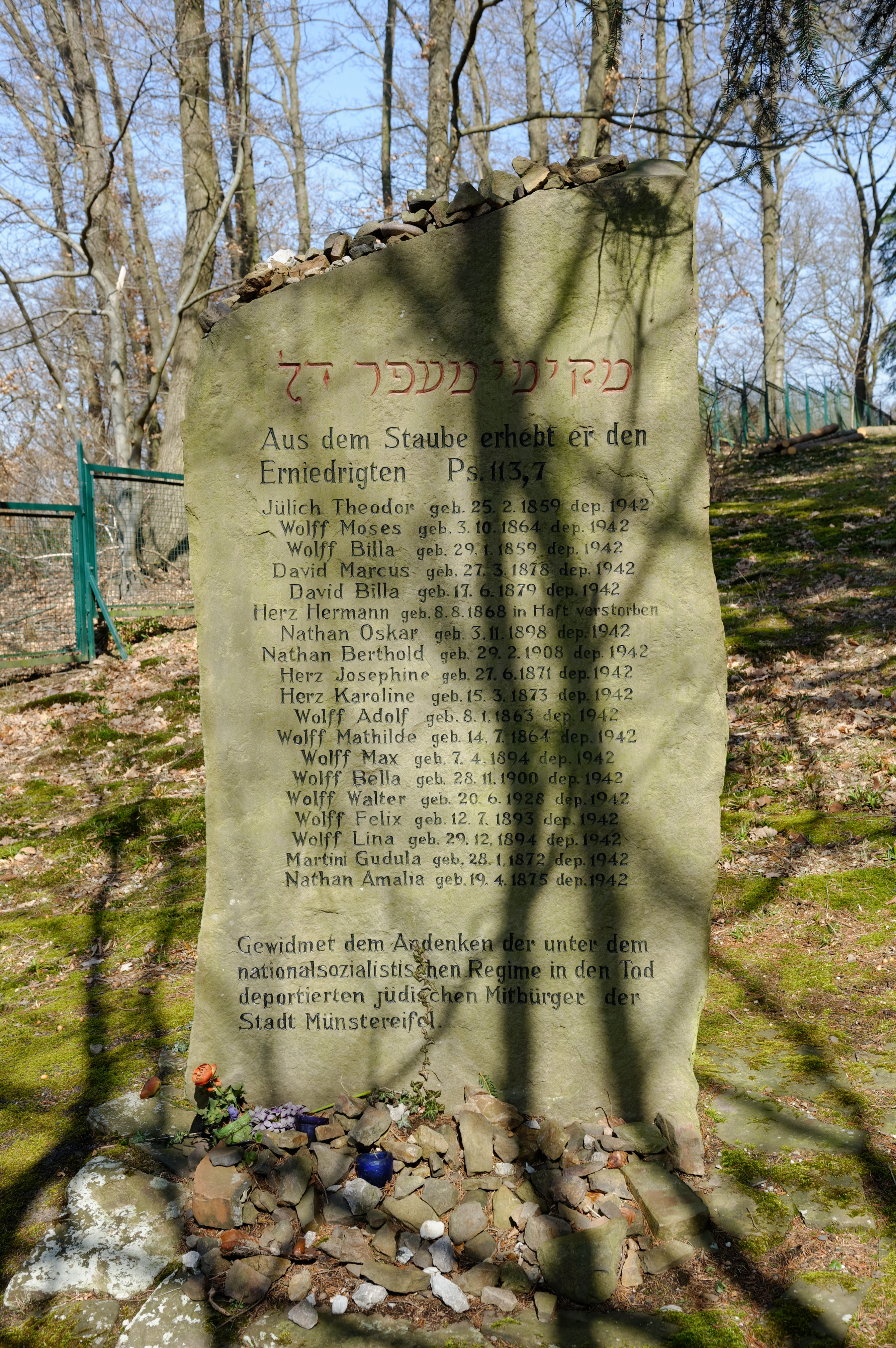
Gedenkstein für die deportierten Juden

Der Jüdische Friedhof Bad Münstereifel liegt in der Stadt Bad Münstereifel im Kreis Euskirchen in Nordrhein-Westfalen.
Auf dem jüdischen Friedhof, der von vor 1823 bis 1932 belegt wurde, stehen noch 87 Grabsteine (Mazewot). Der Waldfriedhof liegt im Queckenwald. Anfang der 1930er Jahre lebten im Münstereifel 67 Juden. Auf dem Friedhof steht ein Gedenkstein für die deportierten Juden.

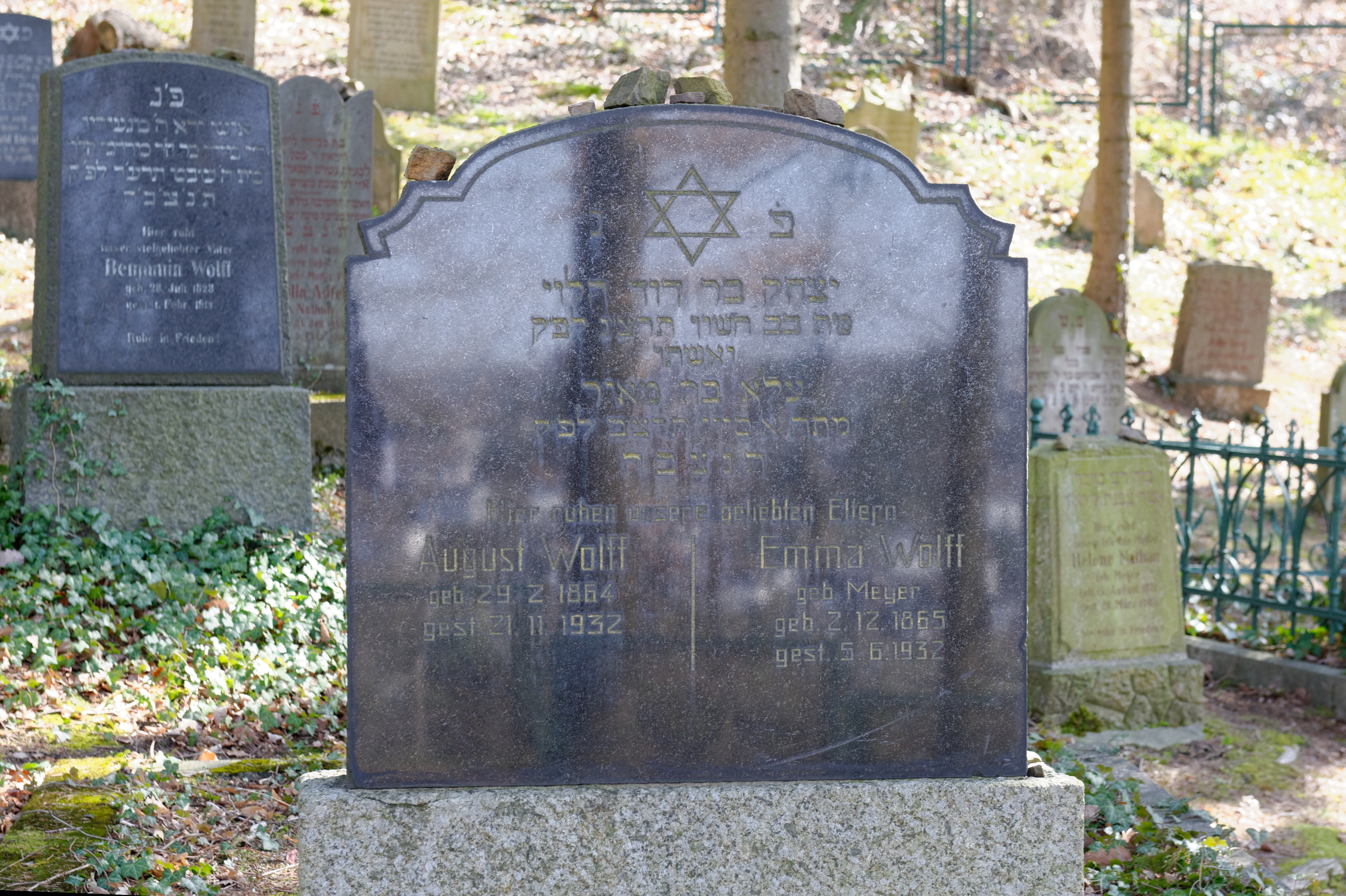
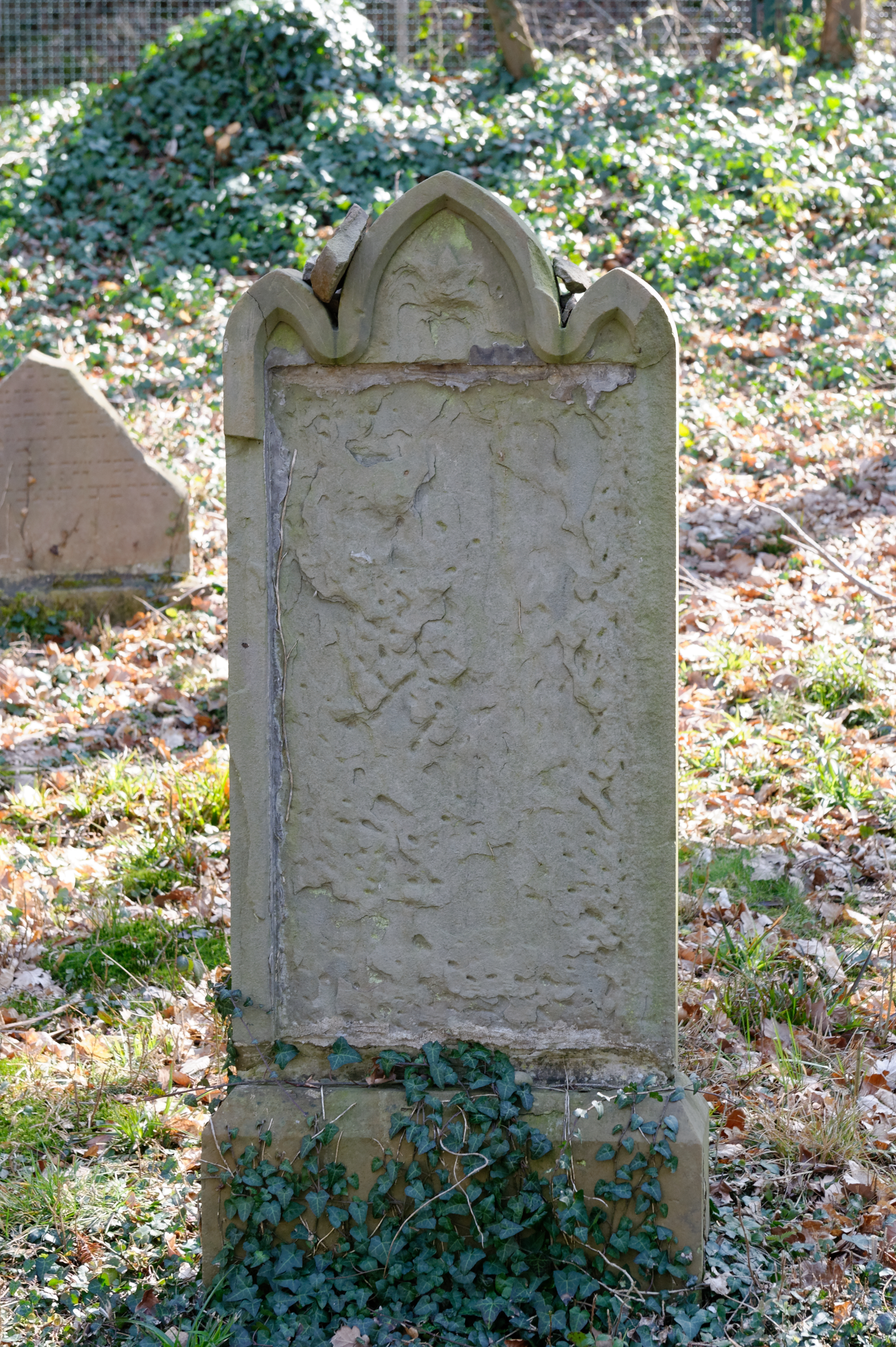
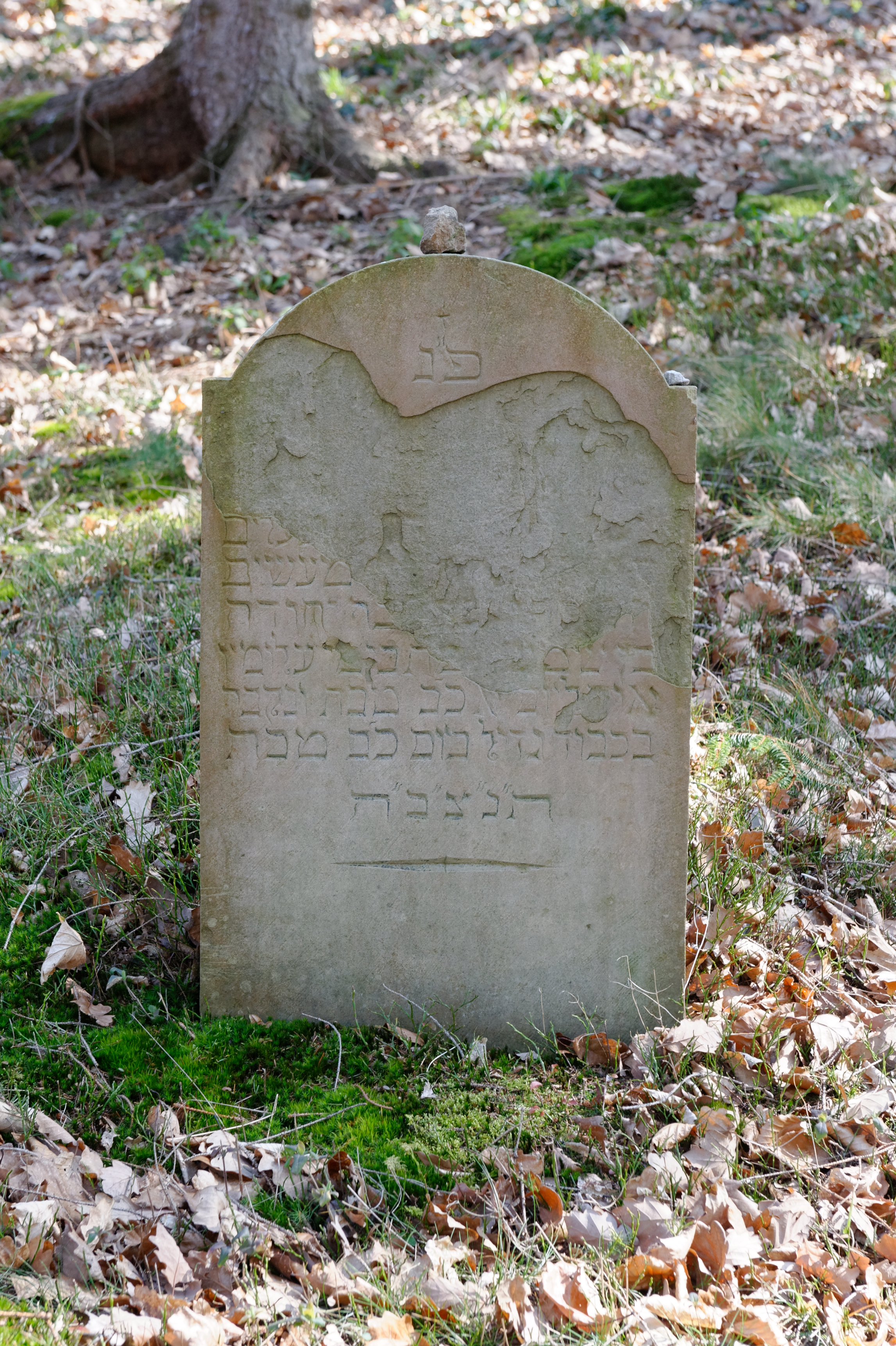

Der Gedenkstein erinnert namentlich an 19 deportierte jüdische Bürger auch wenn die Zahl der Opfer deutlich höher gewesen ist. Er wurde 1961 von Ludwig Kaufmann gespendet als der Friedhof durch den „Alter Münstereifeler Verein“ wieder hergerichtet wurde.